# 吉田遠志

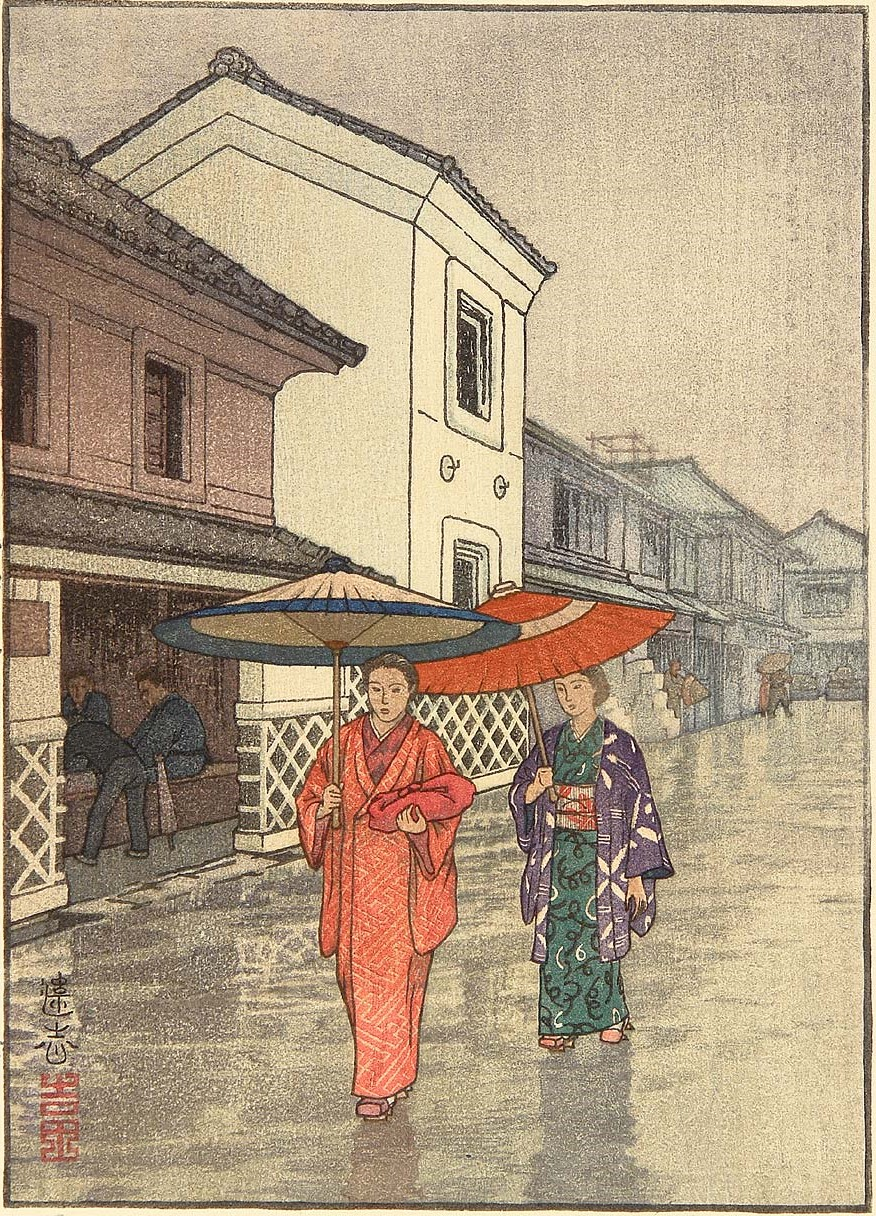
吉田遠志による木版画「雨傘」

吉田 遠志（よしだ とおし、1911年7月25日 - 1995年7月1日）は、日本の版画家。

## 人物
東京市（現在の文京区）出身。父親は吉田博。弟は吉田穂高。父親に油彩画を学び、さらに自ら木版画の技法を習得。1951年には日本版画協会の会員になり、海外にも渡るなどして世界各地で版画家としての活躍を見せた。1970年代にはアフリカへ渡り、野生動物などを題材とした作品を多数作った。「動物絵本シリーズ」で絵本にっぽん賞などを受賞しているが、その他にも、産経新聞「美術賞」やフランス「翻訳出版賞」、東京児童書「国際オーナリスト賞」、 フランス「異文化理解貢献賞」、エルバ賞などを受賞している。1972年、遠志は新宿区中落合から世田谷区若林に引っ越しており、そこでインターナショナル吉田版画アカデミーを開設し、多くの後進を育てている。彼の作品は、ニューヨーク近代美術館やボストン美術館など世界の美術館に所蔵されている。
なお、息子の吉田司も版画家になっている。

## 作品
- 「文鳥」 木版画 1927年 東京国立近代美術館所蔵
- 「雷鳥」 木版画 1930年 東京国立近代美術館所蔵
- 「飛ぶ」 木版画(自刻) 1975年
- 「走る」 木版画(自刻)  1975年
- 「ある日の東アフリカ」(自刻)  木版画 1981年